# Serangan (Denpasar Selatan)
Serangan is een bestuurslaag in het regentschap Denpasar van de provincie Bali, Indonesië. Serangan telt 3649 inwoners (volkstelling 2010).